# Зеленогірська сільська рада
Зеленогі́рська сільська́ ра́да — адміністративно-територіальна одиниця та орган місцевого самоврядування в Білогірському районі Автономної Республіки Крим. Адміністративний центр — село Зеленогірське.

## Загальні відомості
- Населення ради: 4 760 осіб (станом на 2001 рік)

## Населені пункти
Сільській раді були підпорядковані населені пункти:
- с. Зеленогірське
- с. Балки
- с. Міжгір'я
- с. Новогригорівка
- с. Новокленове
- с. Овражки
- с. Олександрівка
- с. Пасічне
- с. Пчолине
- с. Яковлівка

## Склад ради
Рада складалася з 20 депутатів та голови.
- Голова ради: Колобов Олександр Михайлович
- Секретар ради: Швець Ольга Миколаївна

### Керівний склад попередніх скликань
| Прізвище, ім'я, по батькові  | Основні відомості                                                                       | Дата обрання | Дата звільнення |
| ---------------------------- | --------------------------------------------------------------------------------------- | ------------ | --------------- |
| Колобов Олександр Михайлович | Сільський голова, 1949 року народження, освіта середня спеціальна, член Партії регіонів | 26.03.2006   | 31.10.2010      |
| Колобов Олександр Михайлович | Сільський голова, 1949 року народження, освіта середня спеціальна, член Партії регіонів | 31.10.2010   |                 |

Примітка: таблиця складена за даними сайту Верховної Ради України

### Депутати
За результатами місцевих виборів 2010 року депутатами ради стали:

#### За суб'єктами висування
| Суб'єкт висування | Кількість обраних депутатів | %  |
| ----------------- | --------------------------- | -- |
| Партія регіонів   | 10                          | 50 |
| Самовисування     | 10                          | 50 |

#### За округами
| № округу        | Прізвище, ім'я, по батькові     | Дата визнання обраним | Освіта             | Партійна приналежність | Відомості про обраного депутата                                                                   |
| --------------- | ------------------------------- | --------------------- | ------------------ | ---------------------- | ------------------------------------------------------------------------------------------------- |
| Партія регіонів |                                 |                       |                    |                        |                                                                                                   |
| 2               | Кудрявцева Віра Анатоліївна     | 02.11.2010            | середня спеціальна | член Партії регіонів   | приватне сільськогосподарське підприємство "Агрофірма «Зеленогірськ», продавець                   |
| 4               | Хмель Юрій Анатолійович         | 02.11.2010            | вища               | член Партії регіонів   | ТОВ «Конкрет», директор                                                                           |
| 5               | Бекірова Інна Михайлівна        | 02.11.2010            | середня            | член Партії регіонів   | приватне сільськогосподарське підприємство "Агрофірма «Зеленогірськ», бухгалтер-касир             |
| 7               | Антонцева Ольга Миколаївна      | 02.11.2010            | вища               | член Партії регіонів   | Зеленогірська сільська рада, головний бухгалтер                                                   |
| 8               | Рудий Віктор Володимирович      | 02.11.2010            | середня            | член Партії регіонів   | приватне сільськогосподарське підприємство "Агрофірма «Зеленогірськ», завідувач виробництва       |
| 10              | Швець Ольга Германівна          | 02.11.2010            | вища               | член Партії регіонів   | Зеленогірська сільська рада, секретар                                                             |
| 11              | Бастракова Ганна Василівна      | 02.11.2010            | середня спеціальна | член Партії регіонів   | пенсіонер                                                                                         |
| 12              | Мережко Наталя Григорівна       | 02.11.2010            | середня спеціальна | член Партії регіонів   | приватне сільськогосподарське підприємство "Агрофірма «Зеленогірськ», завідувачка лабораторії     |
| 14              | Тарасова Вікторія Олександрівна | 02.11.2010            | вища               | член Партії регіонів   | тимчасово не працює                                                                               |
| 16              | Кублік Іван Іванович            | 02.11.2010            | середня спеціальна | член Партії регіонів   | приватне сільськогосподарське підприємство "Агрофірма «Зеленогірськ», начальник цеха тваринництва |
| Самовисування   |                                 |                       |                    |                        |                                                                                                   |
| 1               | Зуєв Олександр Володимирович    | 02.11.2010            | вища               | позапартійний          | Міжгірське лісництво, майстер                                                                     |
| 3               | Муслімов Меджит Айдерович       | 02.11.2010            | вища               | позапартійний          | приватний підприємець                                                                             |
| 6               | Полухіна Файза Шевкетівна       | 02.11.2010            | середня спеціальна | позапартійна           | Зеленогірська загальноосвітня школа, прибиральниця                                                |
| 9               | Карпович Олег Віталійович       | 02.11.2010            | середня спеціальна | член Народної партії   | тимчасово не працює                                                                               |
| 13              | Мережко Віталій Васильович      | 26.11.2012            | вища               | позапартійний          | Зеленогірська сільська рада, фахівець з питань земельного законодавства                           |
| 15              | Бекіров Ескендер Ешрефович      | 02.11.2010            | середня            | позапартійний          | тимчасово не працює                                                                               |
| 17              | Нурмамбетов Асан Якубович       | 02.11.2010            | вища               | позапартійний          | тимчасово не працює                                                                               |
| 18              | Решатова Назліфе Серверівна     | 02.11.2010            | вища               | позапартійна           | Зеленогірська загальноосвітня школа, викладач                                                     |
| 19              | Мумладзе Гела Рожденійович      | 02.11.2010            | середня            | позапартійний          | приватне сільськогосподарське підприємство "Агрофірма «Зеленогірськ», завідувач виробництва       |
| 20              | Мехоношин Гліб Іванович         | 02.11.2010            | середня            | позапартійний          | ПП «Романенко», електрик                                                                          |